# محاصره جیدویل (فیلم)
محاصره جیدویل (به انگلیسی: The Siege of Jadotville) فیلمی در ژانر اکشن جنگی به کارگردانی ریچی اسمیت و محصول سال ۲۰۱۶ است. فیلم‌نامه این فیلم توسط کوین برودبین بر اساس کتاب دکلن پاور با نام محاصره جیدویل: مبارزه فراموش شده ارتش ایرلند (۲۰۰۵) به رشته تحریر درآمده است و دربارهٔ نقش یکی از واحدهای ارتش ایرلند در مأموریت صلح سازمان ملل در سپتامبر ۱۹۶۱ در کنگو است.

## بازتاب‌ها

### افتخارات
| جایزه                        | رشته                   | گیرنده        | نتیجه    |
| ---------------------------- | ---------------------- | ------------- | -------- |
| جوایز فیلم و تلویزیون ایرلند | بهترین فیلم            | محاصره جیدویل | نامزدشده |
| جوایز فیلم و تلویزیون ایرلند | بهترین کارگردان        | ریچی اسمیت    | برنده    |
| جوایز فیلم و تلویزیون ایرلند | بهترین فیلمنامه        | کوین برودبین  | نامزدشده |
| جوایز فیلم و تلویزیون ایرلند | بهترین بازیگر مرد      | جیمی درنان    | نامزدشده |
| جوایز فیلم و تلویزیون ایرلند | بهترین بازیگر مرد مکمل | جیسون اومارا  | برنده    |
| جوایز فیلم و تلویزیون ایرلند | بهترین صدابرداری       | محاصره جیدویل | نامزدشده |
| جوایز فیلم و تلویزیون ایرلند | وی اف اکس              | محاصره جیدویل | برنده    |